# Rivolta di Sejny
Per rivolta di Sejny o rivolta di Seinai (in polacco Powstanie sejneńskie; in lituano Seinų sukilimas) si intende una sommossa polacca contro le autorità lituane nell'agosto del 1919 nella zona geografica etnicamente mista che circonda la città di Sejny (in lituano: Seinai). Quando le forze tedesche che occuparono il territorio durante la prima guerra mondiale si ritirarono dall'area nel maggio 1919, cedettero l'amministrazione della zona contesa ai lituani. Cercando di prevenire un conflitto armato tra la Polonia e la Lituania, gli Alleati tracciarono una linea di demarcazione, nota come linea Foch. Gran parte della regione di Suwałki (Suvalkai) fu assegnata alla Polonia e si richiese al contempo il ritiro dell'esercito lituano. Il Paese baltico sembrò inizialmente accettare la richiesta e lasciò alcune aree; tuttavia, una volta giunte a Sejny (Seinai), le truppe, col consenso del governo, si rifiutarono di lasciarla ai polacchi, essendo la maggioranza della popolazione lituana. Le organizzazioni filo-polacche del posto innescarono una rivolta il 23 agosto 1919 e presto ricevettero il sostegno dell'esercito polacco regolare. Dopo diverse schermaglie, le forze biancorosse si assicurarono Sejny e gli avversari si ritirarono dietro la linea Foch.
La rivolta non risolse il più ampio conflitto sul confine tra Polonia e Lituania nella regione etnica di Suwałki: entrambe le parti si lamentarono per le reciproche misure repressive messe in atto nei confronti delle rispettive minoranze nazionali. L'astio si intensificò nel 1920, causando le schermaglie che portarono alla guerra polacco-lituana. Sejny cambiò spesso bandiera fino all'accordo di Suwałki dell'ottobre 1920, che lasciò la città in mano ai polacchi. La rivolta compromise i piani del leader polacco Józef Piłsudski, che stava pianificando un colpo di Stato in Lituania per sostituire il governo lituano con un governo filo-polacco che avrebbe accettato di unirsi alla Polonia (realizzando così il progetto di dar luogo alla federazione Międzymorze). La rivolta di Sejny spinse l'intelligence lituana ad intensificare le sue indagini sulle attività polacche in Lituania, permettendole di scoprire i piani per il colpo di Stato e di sventarlo: i simpatizzanti polacchi furono arrestati. Queste ostilità, aggiunte a quelle nate a Sejny, compromisero ulteriormente le relazioni diplomatiche tra le due nazioni.
Ad essere coinvolti furono 900 o 1200 attivisti e 800 truppe regolari polacche da un lato contro 900 soldati e 300 volontari lituani.
Alla fine, Polonia e Lituania raggiunsero un accordo su un nuovo confine che lasciava Sejny sul lato polacco del confine. Il confine tra la Lituania e la Polonia nella regione di Suwałki è rimasto lo stesso da allora (ad eccezione del periodo della seconda guerra mondiale).

## Contesto storico
Nel corso dei secoli precedenti al XX secolo, le terre che circondavano la città di Suwałki erano state variamente possedute da lituani, polacchi e tedeschi. Dal 1569, quando queste furono cedute dal Granducato di Lituania, durante il periodo di vita della Confederazione polacco-lituana, Suwałki finì per rientrare nel Voivodato della Podlachia, parte dell'ex Regno di Polonia. A livello ecclesiastico, Sejny rimase in mano ai frati domenicani di Vilnius.
Durante il XIX secolo, la città fece parte del Congresso controllato dalla Russia in Polonia. Durante la prima guerra mondiale, la regione fu conquistata dall'Impero tedesco, che intendeva incorporare l'area nella sua provincia della Prussia orientale. Dopo la sconfitta tedesca nel 1918, gli Alleati si mostrarono disponibili ad assegnare il territorio alla Polonia o alla Lituania, le quali avevano appena riottenuto l'indipendenza. Il futuro della regione andò discusso alla Conferenza di pace di Parigi nel gennaio del 1919. I tedeschi, la cui ex amministrazione dell'Ober Ost si preparava a evacuare, inizialmente si mostrarono propensi a lasciare l'area ai polacchi. Tuttavia, poiché la Polonia stava diventando un alleato della Francia, il sostegno tedesco mutò gradualmente in favore della Lituania. Nel luglio del 1919, quando le truppe tedesche iniziarono il loro lento ritiro dalla zona, delegarono l'amministrazione alle autorità lituane locali. Le truppe e gli ufficiali lituani, arrivati per la prima volta nella regione a maggio, iniziarono a organizzare unità militari nel distretto di Sejny prima della guerra.
Secondo il censimento russo del 1897, il 52% degli abitanti era di etnia lituana nel governatorato di Suwałki: appare lecito presumere, secondo alcuni autori, che nell'Ottocento il fiume Czarna Hańcza, il quale scorreva proprio nella città di Suwałki, costituisse il confine naturale tra locutori di lingua polacca a sud e d'idioma ed etnia lituana a nord. Ciò su cui storici e politologi lituani e polacchi continuavano a non essere d'accordo riguardava la posizione della linea che separava le aree a maggioranze lituana e polacca. I lituani affermavano che Sejny e l'area circostante erano abitate principalmente da loro conterranei, mentre i polacchi sostenevano la tesi contraria. Il censimento tedesco del 1916 evidenziava che il 51% della popolazione di Sejny era lituana, segnalando un calo irrisorio rispetto a un ventennio prima.

## Linee di demarcazione

Linee di demarcazione vigenti tra Lituania e Polonia tra il 1919 e il 1939. Il verde chiaro indica la prima linea statuita, tracciata il 18 giugno 1919. La seconda linea in verde, nota come linea Foch, andò disegnata il 27 luglio dello stesso anno. In viola la delimitazione odierna

All'indomani della prima guerra mondiale, la Conferenza degli Ambasciatori tracciò la prima linea di demarcazione tra Polonia e Lituania il 18 giugno 1919: essa non soddisfaceva però nessuno e le truppe polacche continuarono ad avanzare più in profondità nel territorio controllato dalla Lituania. Questi attacchi coincisero con la firma del trattato di Versailles il 28 giugno, che permise di considerare la Germania fuori da qualsiasi discussione in merito. Tentando di arrestare ulteriori ostilità, il maresciallo di Francia Ferdinand Foch propose un nuovo confine, noto come linea Foch, il 18 luglio 1919.
La linea Foch fu negoziata con una delegazione polacca, guidata dal generale Tadeusz Jordan-Rozwadowski a Parigi, mentre i rappresentanti lituani non furono invitati. La linea Foch subì due importanti modifiche rispetto alla linea del 18 giugno. In primo luogo, l'intera linea venne spostata a ovest, per offrire una protezione aggiuntiva alla strategica tratta ferroviaria Varsavia-San Pietroburgo; in più, la regione di Suwałki, comprese le città di Sejny, Suwałki e Puńsk fu assegnata alla Polonia. Nonostante le rassicurazioni sul fatto che la linea fosse solo una misura temporanea per normalizzare la situazione prima che potessero aver luogo i veri e propri negoziati, solo la linea Foch meridionale forma l'attuale confine tra la Lituania e la Polonia.
Il 26 luglio, la demarcazione Foch fu accettata dalla Conferenza degli Ambasciatori come confine provvisorio tra i due Stati. I lituani non furono informati di questa decisione se non dal 3 agosto. Nessuno dei due Paesi rimase soddisfatto: sia le forze lituane che polacche avrebbero dovuto rispettivamente dovuto ritirarsi dalle regioni di Suwałki e Vilnius. Anche i tedeschi ancora presenti nella regione si opposero a un simile confine. Le forze lituane (circa 350 gruppi) lasciarono la città di Suwałki il 7 agosto, ma si fermarono a Sejny e formarono una linea sul fiume Czarna Hańcza e sul lago Wigry, violando così quanto deciso nella capitale francese. I lituani credevano che la linea Foch non fosse frutto di una decisione definitiva e che, temendo risvolti ancor più penalizzanti, avevano il dovere di proteggere gli avamposti lituani posseduti nella regione.

## Preparativi per la rivolta
Il 12 agosto 1919, due giorni dopo il ritiro dei tedeschi da Sejny, un raduno polacco in città attirò oltre 100 delegati delle vicine comunità biancorosse; l'incontro portò all'approvazione di una risoluzione secondo cui "solo una protezione dell'area da parte dell'esercito polacco può risolvere il problema". La sezione dell'Organizzazione Militare Polacca (POW) di Sejny, guidata dagli ufficiali dell'esercito polacco normale Adam Rudnicki e Wacław Zawadzki, iniziò ad allestire i preparativi per la rivolta il 16 agosto. I membri del POW e i volontari della milizia locale contavano circa 900 o 1.200 uomini (le fonti divergono). La rivolta era prevista per la notte del 22 e del 23 agosto 1919. Si scelse tale data in coincidenza con il ritiro delle truppe tedesche dalla città di Suwałki, ma i polacchi speravano di conquistare il territorio fino alla linea Foch e poi avanzare ulteriormente per prendere il controllo di Seirijai, Lazdijai, Kapčiamiestis fermandosi a Simnas.
Secondo lo storico polacco Tadeusz Mańczuk, Piłsudski - che stava pianificando un colpo di Stato a Kaunas - scoraggiò gli attivisti locali del POW dal portare avanti la rivolta di Sejny. Piłsudski sosteneva che qualsiasi ostilità avrebbe causato ancor più perplessità tra i lituani in relazione al progetto di costituire una grande federazione, la Międzymorze. Il POW locale ignorò le raccomandazioni di Varsavia e proseguì nella pianificazione della rivolta. Mentre si poteva segnalare qualche successo a livello locale, non si poteva dire lo stesso del colpo di Stato nazionale, il quale fallì.
Il 17 agosto ebbe luogo una sorta di contro-manifestazione lituana, con i partecipanti che lessero ad alta voce un recente annuncio di reclutamento dell'esercito volontario lituano il quale recitava: "Cittadini! La nostra nazione è in pericolo! Alle armi! Non lasceremo un solo occupante sulle nostre terre!". Il 20 agosto, il Ministro presidente della Lituania Mykolas Sleževičius si recò a Sejny per sollecitare gli abitanti a difendere le loro terre "fino alla fine, con ogni mezzo, a costo di agire con asce, forconi e falci". Secondo Lesčius, all'epoca il comando lituano di Sejny disponeva di sole 260 unità di fanteria e 70 di cavalleria, posizionate sulla lunga linea di difesa. C'erano inoltre solo 10 guardie cittadine e 20 dipendenti amministrativi lituani nella città. Gli storici Mańczuk e Buchowski fanno notare che gli insorti polacchi stimavano invece le forze lituane in 1.200 gruppi di fanteria (Mańczuk aggiunge anche una stima di 120 cavalieri), incluso un presidio di 400 soldati a Sejny.

## Scontri armati
Secondo lo storico lituano Lesčius, il primo assalto polacco di circa 300 membri del POW il 22 agosto fu respinto, mentre il giorno successivo i lituani furono costretti a ritirarsi verso Lazdijai. Oltre 100 lituani sperimentarono condizioni di prigionia a Sejny, quando il loro comandante Bardauskas decise di abbandonarli e cambiare schieramento. Gli insorti polacchi attaccarono anche Lazdijai e Kapčiamiestis, città sul lato lituano della linea Foch.
Alle prime luci del mattino del 25 agosto, i lituani contrattaccarono e riconquistarono Sejny. Fonti polacche sostengono che i lituani erano supportati da un nugolo di volontari tedeschi, mentre resoconti baltici affermano che si trattava di una scusa usata da Rudnicki per giustificare la sua sconfitta. Le forze lituane recuperarono alcuni documenti e proprietà importanti, liberarono i prigionieri lituani e, secondo Mańczuk, giustiziarono alcuni dei combattenti del POW che trovarono feriti.
La sera del 25 agosto, la prima unità regolare (il 41º reggimento di fanteria) dell'esercito polacco ricevette l'ordine di avanzare verso Sejny. Le forze lituane ripiegarono lo stesso giorno in cui vennero a conoscenza dell'avvicinarsi dei rinforzi polacchi. Secondo Mańczuk, la ritirata si basava su un rapporto errato che riportava una "nutrita unità di cavalleria polacca" che avrebbe loro coperto le spalle per poi combattere: si trattava invece solo di piccoli gruppi di partigiani polacchi. Il giorno successivo, nel pomeriggio del 26 agosto, le forze del POW a Sejny si congiunsero con il 41º reggimento di fanteria.
Il 26 agosto, una grande protesta anti-polacca ebbe luogo a Lazdijai, incitando la gente a marciare verso Sejny. L'ultimo tentativo lituano di riconquistare la città fu compiuto il 28 agosto: gli attaccanti (circa 650 uomini) dovettero arrendersi alla forza soverchiante dell'esercito polacco (800 uomini) unito ai volontari del POW (500 uomini). Il 27 agosto, i polacchi avevano già chiesto ufficialmente ai lituani di ritirarsi dietro la linea Foch. Il 1º settembre Rudnicki annunciò l'incorporazione dei volontari POW al 41º reggimento di fanteria. Durante i negoziati del 5 settembre, i rappresentanti dei due Stati concordarono di stabilire una linea di demarcazione ben dettagliata; i lituani accettarono di ritirarsi entro il 7 settembre. Le unità dell'esercito regolare polacco si impegnavano inoltre a non attraversare la linea Foch e si rifiutarono di aiutare gli insorti del POW che ancora operavano in Lituania.
Fonti polacche riferiscono un numero di vittime polacche per la rivolta di Sejny pari a 37 morti e 70 feriti.

## Conseguenze

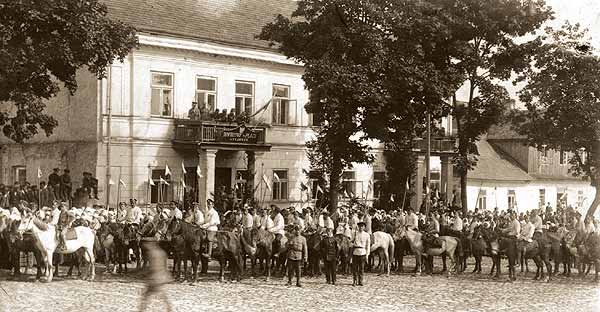
Sfilata di cavalleria polacca a Sejny

Dopo la rivolta, la Polonia represse la comunità lituana a Sejny. Le scuole lituane locali, che contavano circa 300 alunni, oltre che nei villaggi circostanti, finirono chiuse. I membri del clero di etnia lituana dovettero allontanarsi dal seminario sacerdotale di Sejny con effetto immediato. Secondo i lituani, le repressioni furono ancora più profonde delle limitazioni formali, estendendosi al divieto di utilizzare in pubblico la lingua lituana e alla chiusura delle organizzazioni lituane, che contavano un totale di 1.300 membri. Il New York Times, riferendosi alle rinnovate ostilità dell'anno successivo, descrisse gli eventi di Sejny del 1919 come un'occupazione violenta da parte dei polacchi; alcuni abitanti, soprattutto insegnanti e religiosi lituani, furono maltrattati ed espulsi. Lo storico polacco Łossowski osserva che entrambe le parti maltrattarono la popolazione civile e riportarono cifre esagerate nei rapporti per ottenere appoggio interno e/o esterno.
La rivolta contribuì al deterioramento delle relazioni polacco-lituane e scoraggiò ulteriormente i lituani dall'adesione alla proposta federazione Międzymorze. La rivolta di Sejny compromise inoltre il piano polacco di rovesciare il governo lituano con un colpo di Stato. Dopo la rivolta, la polizia e le spie lituane intensificarono le loro indagini sui simpatizzanti polacchi e scoprirono presto il golpe pianificato. Furono effettuati arresti di massa di attivisti polacchi dal 27 agosto alla fine del settembre 1919. Durante le indagini, furono rinvenute liste di sostenitori del POW; le forze dell'ordine soppressero completamente l'organizzazione paramilitare in Lituania.
Le ostilità sulla regione di Suwałki ripresero nell'estate 1920. Quando l'esercito polacco iniziò a ritirarsi nel corso della guerra polacco-sovietica, i lituani si mossero per assicurarsi quelli che affermavano essere i loro nuovi confini, in virtù di quanto stabilito dal trattato di Mosca di luglio 1920. Il documento garantiva Sejny e l'area circostante alla Lituania. La Polonia non riconobbe questo accordo bilaterale. Le tensioni che ne conseguirono aumentarono fino allo scoppio della guerra polacco-lituana. Sejny cambiò spesso bandiera finché non cadde definitivamente in favore forze polacche il 22 settembre 1920. La situazione fu accettata giuridicamente dopo l'accordo di Suwałki del 7 ottobre 1920, che restituì la città alla Seconda Repubblica di Polonia.